# Городницький заказник
Городни́цький — ботанічний заказник загальнодержавного значення (з 1974 р.). Розташований у Звягельському районі Житомирської області, на північ від селища Городниця.
Заказник перебуває у віданні Городницького лісгоспу, займаючи 34, 35 та 36 квартали Городницького лісництва. Під природоохоронну територію виділено ділянку площею 352 га.
Охороняється лісовий масив з метою збереження в природному стані реліктової рослини — рододендрона жовтого. В рослинному покриві переважають дубово-соснові ліси рододендронові, в комплексі з ними соснові ліси чорницево-зеленомохі та дубові ліси трясункоподібні-осикові з поодинокими кущами рододендрона. В травостої трапляються рідкісні види: пальчатокорінник Траунштейнера, занесений до Червоної книги України, а також одноквітка звичайна та фітеума колосиста.